# Forquilha
Forquilha is een gemeente in de Braziliaanse deelstaat Ceará. De gemeente telt 21.599 inwoners (schatting 2009).